# EHF Champions League mannen 1994/95
De EHF Champions League 1994/95 was de vijfendertigste editie van de hoogste handbalcompetitie voor clubs in Europa.

## Deelnemers
| Eerste ronde | Eerste ronde |
| --- | --- |
| - Belassitza Petritch: Kampioen van Bulgarije - HC Kehra Tallinn: Kampioen van Estland - STU Tbilisi: Kampioen van Georgië | - Pelister Bitola: Kampioen van Macedonië - Lokomotiva Trnava: Kampioen van Slowakije - SKA Minsk: Kampioen van Wit-Rusland |
| Tweede ronde | |
| - Initia HC Hasselt: Kampioen van België - Strovolos Nicosie: Kampioen van Cyprus - Kolding IF: Kampioen van Denemarken - THW Kiel: Kampioen van Duitsland - BK-46 Karis: Kampioen van Finland - OM Vitrolles: Kampioen van Frankrijk - Fílippos Véria: Kampioen van Griekenland - Fotex Veszprém: Kampioen van Hongarije - Valur Reykjavík: Kampioen van IJsland - Hapoel Rishon LeZion: Kampioen van Israël - Pallamano Trieste: Kampioen van Italië - Badel Zagreb: Kampioen van Kroatië - Granitas Kaunas: Kampioen van Litouwen - HB Echternach: Kampioen van Luxemburg | - Horn Sittardia: Kampioen van Nederland - IL Runar: Kampioen van Noorwegen - CSKA Kiev: Kampioen van Oekraïne - HSG Linz: Kampioen van Oostenrijk - Jskra Ceresit Kielce: Kampioen van Polen - Os Belenenses: Kampioen van Portugal - Steaua Boekarest: Kampioen van Roemenië - CSKA Moskou: Kampioen van Rusland - Caja Cantabria Santander: Titelhouder 1993/94 - Elgorriaga Bidasoa: Vice-kampioen van Spanje - Celje: Kampioen van Slovenië - Dukla Praag: Kampioen van Tsjechië - Halkbank Ankara: Kampioen van Turkije - HK Drott: Kampioen van Zweden - Pfadi Winterthur: Kampioen van Zwitserland |

## Kwalificatieronde

### Eerste ronde
| Team 1              | Score   | Team 2            | 1       | 2       |
| ------------------- | ------- | ----------------- | ------- | ------- |
| STU Tbilisi         | 34 - 72 | Lokomotiva Trnava | 17 - 30 | 17 - 42 |
| Belassitza Petritch | 46 - 38 | HC Kehra Tallinn  | 24 - 17 | 22 - 21 |
| Pelister Bitola     | 56 - 57 | SKA Minsk         | 29 - 24 | 27 - 33 |

### Tweede ronde
| Team 1                   | Score   | Team 2               | 1       | 2       |
| ------------------------ | ------- | -------------------- | ------- | ------- |
| Badel Zagreb             | 52 - 45 | HK Drott             | 23 - 22 | 29 - 23 |
| Caja Cantabria Santander | 56 - 33 | Halkbank Ankara      | 27 - 15 | 29 - 18 |
| THW Kiel                 | 53 - 36 | Lokomotiva Trnava    | 26 - 19 | 27 - 17 |
| Fotex Veszprém           | 46 - 39 | Celje                | 22 - 18 | 24 - 21 |
| Kolding IF               | 53 - 49 | Valur Reykjavík      | 27 - 27 | 26 - 22 |
| Elgorriaga Bidasoa       | 74 - 31 | CSKA Kiev            | 36 - 25 | 25 - 18 |
| OM Vitrolles             | 74 - 31 | HB Echternach        | 36 - 21 | 38 - 10 |
| Os Belenenses            | 50 - 50 | Fílippos Véria       | 33 - 24 | 17 - 26 |
| Hapoel Rishon LeZion     | 38 - 38 | Pfadi Winterthur     | 25 - 20 | 13 - 18 |
| Horn Sittardia           | 39 - 36 | Initia HC Hasselt    | 24 - 21 | 15 - 15 |
| Dukla Praag              | 53 - 40 | Belassitza Petritch  | 27 - 17 | 26 - 23 |
| Steaua Boekarest         | 48 - 48 | Jskra Ceresit Kielce | 25 - 24 | 23 - 24 |
| CSKA Moskou              | 72 - 45 | Strovolos Nicosie    | 41 - 19 | 31 - 26 |
| Granitas Kaunas          | 50 - 50 | IL Runar             | 26 - 23 | 24 - 27 |
| HSG Linz                 | 56 - 49 | BK-46 Karis          | 32 - 24 | 24 - 25 |
| SKA Minsk                | 49 - 50 | Pallamano Trieste    | 21 - 23 | 28 - 27 |

### Derde ronde
| Team 1               | Score   | Team 2                   | 1       | 2       |
| -------------------- | ------- | ------------------------ | ------- | ------- |
| Pfadi Winterthur     | 51 – 52 | Fotex Veszprém           | 26 – 23 | 25 – 29 |
| Jskra Ceresit Kielce | 42 – 56 | Elgorriaga Bidasoa       | 23 – 26 | 19 – 30 |
| Horn Sittardia       | 41 – 54 | Caja Cantabria Santander | 27 – 24 | 14 – 30 |
| Pallamano Trieste    | 34 – 36 | OM Vitrolles             | 20 – 17 | 14 – 19 |
| HSG Linz             | 41 – 48 | THW Kiel                 | 19 – 18 | 22 – 30 |
| Dukla Praag          | 49 – 46 | Fílippos Véria           | 27 – 16 | 22 – 30 |
| CSKA Moskou          | 49 – 54 | Badel Zagreb             | 32 – 21 | 17 – 33 |
| Granitas Kaunas      | 49 – 54 | Kolding IF               | 27 – 22 | 22 – 32 |

## Groepsfase

### Groep A
| Pos | Club                     | Wed | W | G | V | Ptn | DV  | DT  | +/− | Opmerking                   |
| --- | ------------------------ | --- | - | - | - | --- | --- | --- | --- | --------------------------- |
| 1   | Badel Zagreb             | 6   | 4 | 1 | 1 | 9   | 156 | 147 | +9  | 00Geplaats voor de finale00 |
| 2   | Caja Cantabria Santander | 6   | 3 | 1 | 2 | 7   | 155 | 125 | +30 |                             |
| 3   | Fotex Veszprém           | 6   | 2 | 2 | 2 | 6   | 131 | 147 | -16 |                             |
| 4   | Kolding IF               | 6   | 1 | 0 | 5 | 2   | 140 | 163 | -23 |                             |

| Fotex Veszprém           | 24 – 24 | Caja Cantabria Santander |
| Kolding IF               | 31 – 36 | Badel Zagreb             |
| Badel Zagreb             | 30 – 18 | Fotex Veszprém           |
| Caja Cantabria Santander | 28 – 16 | Kolding IF               |
| Fotex Veszprém           | 25 – 20 | Kolding IF               |
| Badel Zagreb             | 20 – 19 | Caja Cantabria Santander |
| Fotex Veszprém           | 23 – 23 | Badel Zagreb             |
| Kolding IF               | 26 – 25 | Caja Cantabria Santander |
| Caja Cantabria Santander | 25 – 15 | Fotex Veszprém           |
| Badel Zagreb             | 23 – 22 | Kolding IF               |
| Kolding IF               | 25 – 26 | Fotex Veszprém           |
| Caja Cantabria Santander | 34 – 24 | Badel Zagreb             |
|                          |         |                          |

### Groep B
| Pos | Club               | Wed | W | G | V | Ptn | DV  | DT  | +/− | Opmerking                   |
| --- | ------------------ | --- | - | - | - | --- | --- | --- | --- | --------------------------- |
| 1   | Elgorriaga Bidasoa | 6   | 4 | 0 | 2 | 8   | 137 | 126 | 11  | 00Geplaats voor de finale00 |
| 2   | THW Kiel           | 6   | 3 | 0 | 3 | 6   | 137 | 136 | 1   |                             |
| 3   | OM Vitrolles       | 6   | 3 | 0 | 3 | 6   | 133 | 133 | 0   |                             |
| 4   | Dukla Praag        | 6   | 2 | 0 | 4 | 4   | 139 | 151 | -12 |                             |

| 18/01/1995, 17h00 | Dukla Praag        | 25 – 29 | OM Vitrolles       |
| 18/01/1995, 20h00 | Elgorriaga Bidasoa | 25 – 18 | THW Kiel           |
| 24/01/1995, ??h?? | THW Kiel           | 28 – 24 | Dukla Praag        |
| 24/01/1995, 20h00 | OM Vitrolles       | 19 – 20 | Elgorriaga Bidasoa |
| 08/02/1995, 19h00 | Elgorriaga Bidasoa | 24 – 19 | Dukla Praag        |
| 08/02/1995, 20h00 | OM Vitrolles       | 23 – 19 | THW Kiel           |
| 15/02/1995, 17h00 | Dukla Praag        | 24 – 23 | THW Kiel           |
| 15/02/1995, 20h00 | Elgorriaga Bidasoa | 22 – 21 | OM Vitrolles       |
| 15/03/1995, 20h00 | THW Kiel           | 23 – 21 | Elgorriaga Bidasoa |
| 16/03/1995, 20h00 | OM Vitrolles       | 22 – 21 | Dukla Praag        |
| 21/03/1995, 18h00 | Dukla Praag        | 26 – 25 | Elgorriaga Bidasoa |
| 21/03/1995, 20h00 | THW Kiel           | 26 – 19 | OM Vitrolles       |
|                   |                    |         |                    |

## Finale
Finale wedstrijd 1
| 17 april 1995 19:00 | Elgorriaga Bidasoa | 30 - 20 | Badel Zagreb | Polideportivo Artaleku, Bidasoa Scheidsrechters: Svein Olav Oie, Bjorn Hogsnes (NOO) |
| 17 april 1995 19:00 | (12-12)            |         |              | Polideportivo Artaleku, Bidasoa Scheidsrechters: Svein Olav Oie, Bjorn Hogsnes (NOO) |
| 17 april 1995 19:00 | 2× 4×              | Raport  | 3× 2×        | Polideportivo Artaleku, Bidasoa Scheidsrechters: Svein Olav Oie, Bjorn Hogsnes (NOO) |

Finale wedstrijd 2
| 22 april 1995 20:15 | Badel Zagreb | 27 - 26 | Elgorriaga Bidasoa | Zagreb Scheidsrechters: Per Elbrønd, Kjeld Løvqvist (DEN) |
| 22 april 1995 20:15 | (15-12)      |         |                    | Zagreb Scheidsrechters: Per Elbrønd, Kjeld Løvqvist (DEN) |
| 22 april 1995 20:15 | 2× 4×        | Raport  | 3× 4×              | Zagreb Scheidsrechters: Per Elbrønd, Kjeld Løvqvist (DEN) |